# Dichrooscytus angustifrons
Dichrooscytus angustifrons är en insektsart som beskrevs av Knight 1968. Dichrooscytus angustifrons ingår i släktet Dichrooscytus och familjen ängsskinnbaggar. Inga underarter finns listade i Catalogue of Life.